# Callimetopus degeneratus
Callimetopus degeneratus là một loài bọ cánh cứng trong họ Cerambycidae.